# Dictadura de Marcos Pérez Jiménez
La dictadura de Marcos Pérez Jiménez en Venezuela comenzó el 2 de diciembre de 1952, cuando fue nombrado presidente provisional por la Junta Militar que gobernaba el país tras el golpe de Estado contra Rómulo Gallegos en 1948. Luego de las elecciones a la Asamblea Nacional Constituyente de Venezuela de 1952, consideradas fraudulentas, fue electo presidente constitucional por la Asamblea Nacional Constituyente de 1952 para el período 1953-1958. El régimen de Pérez Jiménez se caracterizó por un fuerte autoritarismo, represión política y la construcción de grandes obras arquitectónicas impulsado por la bonanza petrolera. Fue derrocado durante el golpe de Estado cívico-militar del 23 de enero de 1958.
La política legislativa de la dictadura incluyó la convocatoria en 1952 al fraude electoral donde se estableció una Asamblea Nacional Constituyente que ratificó a Pérez como presidente y aprobó la constitución de 1953.
La política judicial se valió del aprisionamiento de dirigentes políticos, como Rafael Caldera en 1957.
La política electoral de Marcos Pérez Jiménez incluyó el destierro de los líderes de la URD, consolidando la proscripción de los partidos políticos principales del país, desapariciones forzadas y asesinatos a dirigentes políticos, dándole una apariencia legal a la dictadura, un gobierno de facto desde el golpe de 1948.
La política en infraestructura de Marcos Pérez Jiménez abarcó la construcción de las principales vías de comunicación entre occidente, centro y oriente del país.
La política de inmigración continuó la tendencia de políticas de blanqueamiento racial, priorizando la inmigración de personas provenientes principalmente de España, Portugal e Italia.
La dictadura de Pérez Jiménez dejó un hondo impacto en el país. Marcos Pérez Jiménez fue juzgado por corrupción durante el segundo gobierno de Rómulo Betancourt y encarcelado tras ser extraditado de Estados Unidos.
Su legado es controversial, con numerosos admiradores (como Hugo Chávez) y detractores (los partidos Acción Democrática y Copei) en el ámbito político desde sus días hasta la actualidad. Al pensamiento de Pérez Jiménez se le llama Perezjimenismo, y estuvo basado en el Nuevo Ideal Nacional, de índole positivista. Fue la última vez que Marcos Pérez Jiménez incursionó en la política, y aunque ganó después un cargo como senador en la década de 1970, resultó proscrito durante el primer gobierno de Rafael Caldera a través de una enmienda constitucional para evitar que personas con más de dos años de cárcel accedieran a cargos públicos.

## Antecedentes

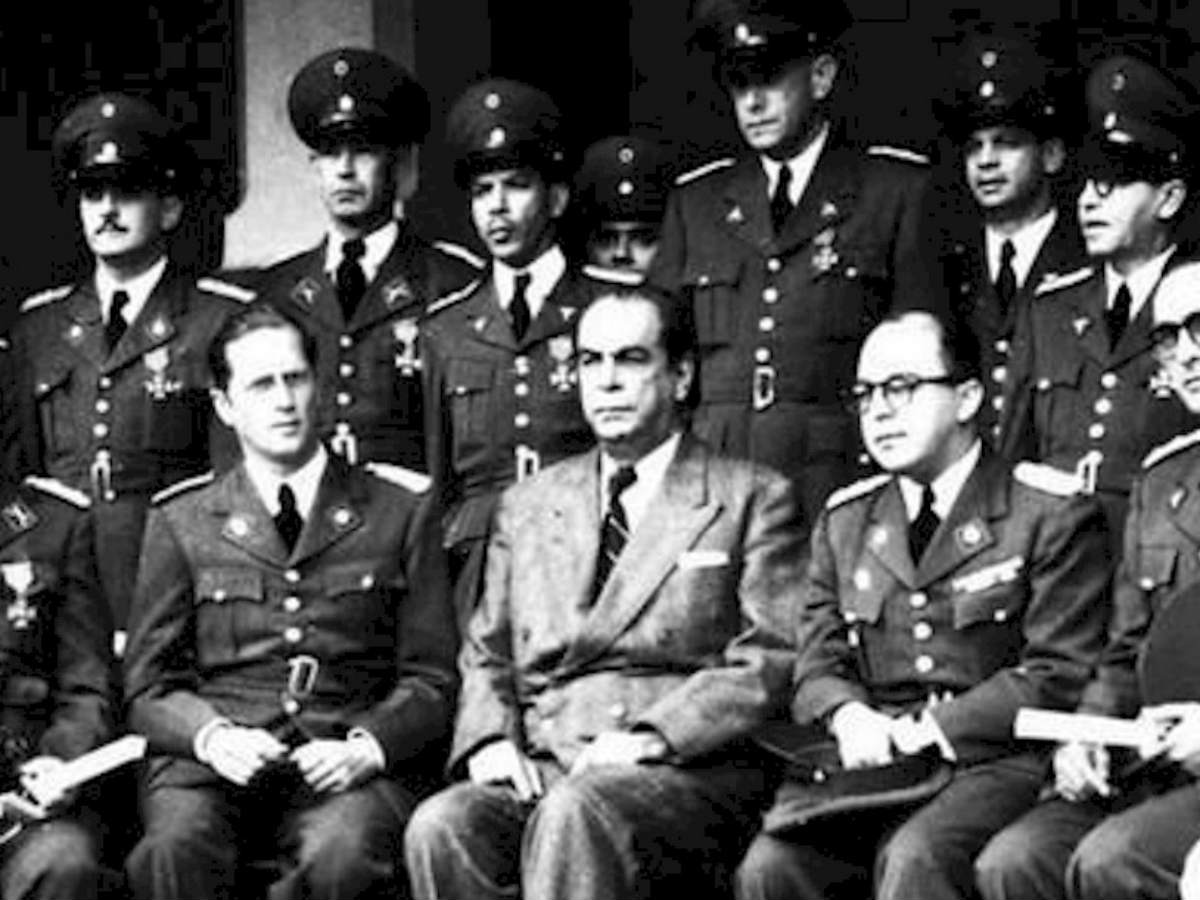
De izquierda a derecha: Carlos Delgado Chalbaud, el entonces presidente Rómulo Gallegos y Marcos Pérez Jiménez.

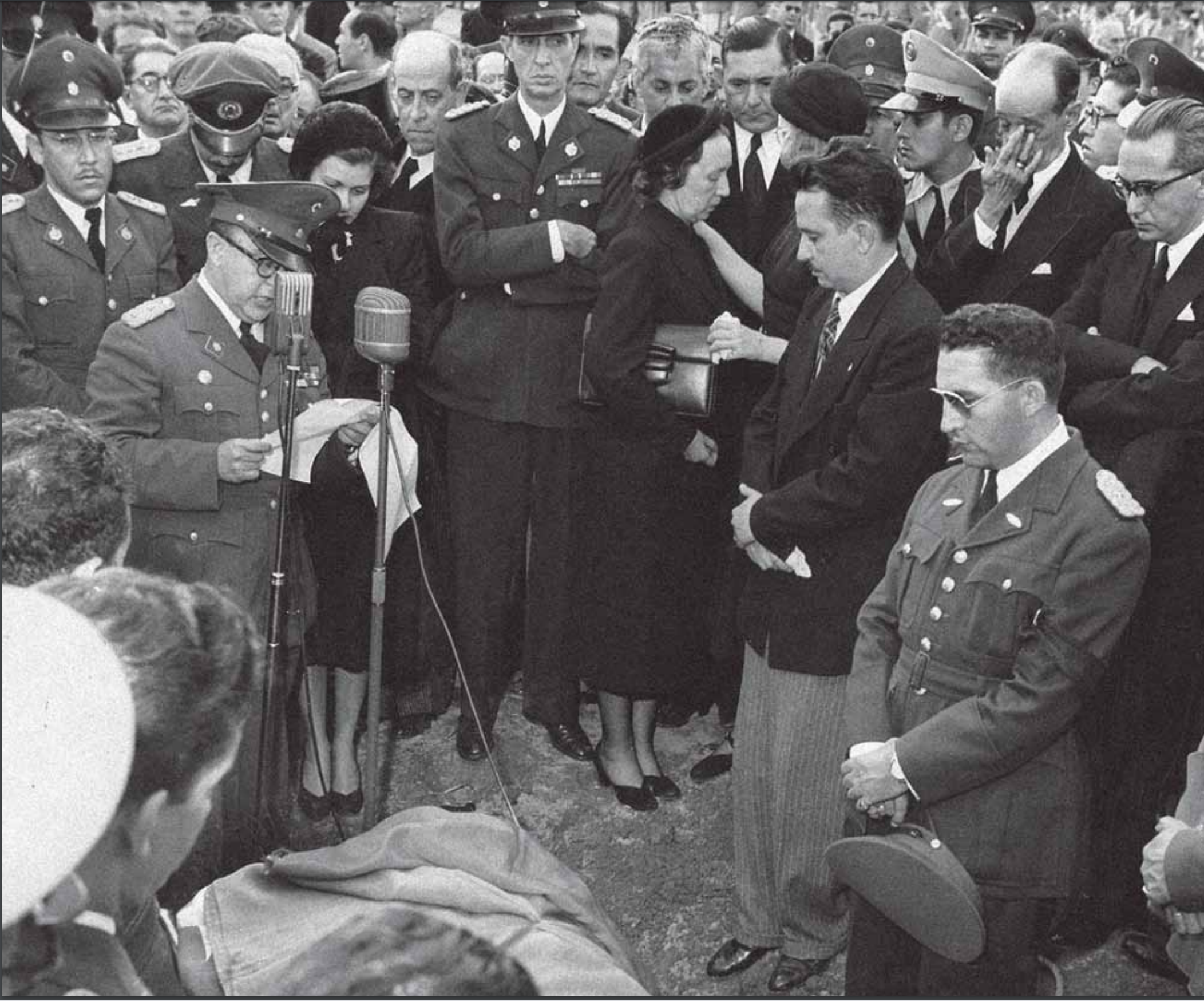
Entierro de Carlos Delgado Chalbaud.

Marcos Pérez Jiménez estuvo vinculado con los golpes de Estado en contra de los presidentes Isaías Medina Angarita (1945) y Rómulo Gallegos (1948). Tras la conformación de la Junta de Gobierno presidida por el dictador Carlos Delgado Chalbaud, y su asesinato en 1950, Marcos Pérez Jiménez, quien compartía el poder con él como parte de un triunvirato y luego gobernaba indirectamente durante el gobierno de Germán Suárez Flamerich, asumió formalmente como presidente en 1952, nombrado por una Asamblea Nacional Constituyente tras una elección de resultados fraudulentos; usurpando Pérez Jiménez el rol que habría correspondido a Jóvito Villalba.

## Gabinete

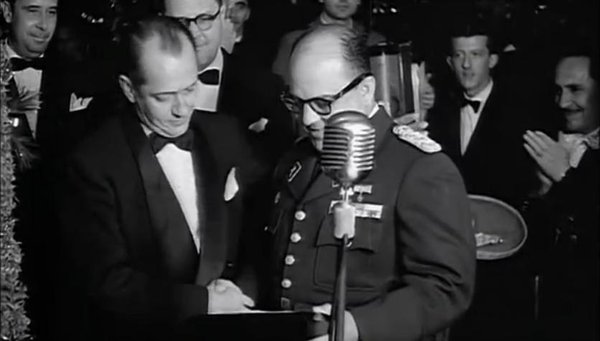
Laureano Vallenilla Lanz Planchart junto a Marcos Pérez Jiménez.

| Gabinete Ejecutivo Período 1952-1958      | Gabinete Ejecutivo Período 1952-1958 | Gabinete Ejecutivo Período 1952-1958 | Gabinete Ejecutivo Período 1952-1958 |
| ----------------------------------------- | ------------------------------------ | ------------------------------------ | ------------------------------------ |
| Organismo                                 | Autoridad                            | Período                              | Ref.                                 |
| Ministerio de Relaciones Interiores       | Laureano Vallenilla                  | 1952–1958                            |                                      |
| Ministerio de Relaciones Interiores       | Luis Llovera                         | 1958                                 |                                      |
| Ministerio de Relaciones Interiores       | Antonio Pérez Vivas                  | 1958                                 |                                      |
| Ministerio de Relaciones Exteriores       | Aureliano Otañez                     | 1952–1956                            |                                      |
| Ministerio de Relaciones Exteriores       | Jose Loreto Arismendi                | 1956–1958                            |                                      |
| Ministerio de Relaciones Exteriores       | Carlos Felice Cardot                 | 1958                                 |                                      |
| Ministerio de Hacienda                    | Aurelio Arreaza                      | 1952–1953                            |                                      |
| Ministerio de Hacienda                    | Pedro Guzmán                         | 1953–1958                            |                                      |
| Ministerio de Hacienda                    | José Giacopini                       | 1958                                 |                                      |
| Ministerio de la Defensa                  | Marcos Pérez Jiménez                 | 1952–1953                            |                                      |
| Ministerio de la Defensa                  | Oscar Mazzei                         | 1953–1958                            |                                      |
| Ministerio de la Defensa                  | Rómulo Fernández                     | 1958                                 |                                      |
| Ministerio de la Defensa                  | Marcos Pérez Jiménez                 | 1958                                 |                                      |
| Ministerio de Fomento                     | Silvio Gutiérrez                     | 1952–1958                            |                                      |
| Ministerio de Fomento                     | Carlos Larrazábal                    | 1958                                 |                                      |
| Ministerio de Obras Públicas              | Luis Eduardo Chataing                | 1952–1953                            |                                      |
| Ministerio de Obras Públicas              | Julio Bacalao                        | 1953–1956                            |                                      |
| Ministerio de Obras Públicas              | Óscar Rodríguez                      | 1956–1958                            |                                      |
| Ministerio de Obras Públicas              | Oscar Mazzei                         | 1958                                 |                                      |
| Ministerio de Educación                   | Simón Becerra                        | 1952–1953                            |                                      |
| Ministerio de Educación                   | José Loreto Arismendi                | 1953–1956                            |                                      |
| Ministerio de Educación                   | Darío Parra                          | 1956–1958                            |                                      |
| Ministerio de Educación                   | Néstor Prato                         | 1958                                 |                                      |
| Ministerio de Educación                   | Humberto Fernández-Morán             | 1958                                 |                                      |
| Ministerio del Trabajo                    | Carlos Tinoco                        | 1952–1958                            |                                      |
| Ministerio de Comunicaciones              | Oscar Mazzei                         | 1952–1953                            |                                      |
| Ministerio de Comunicaciones              | Félix Román Moreno                   | 1953–1956                            |                                      |
| Ministerio de Comunicaciones              | Luis Llovera                         | 1956–1958                            |                                      |
| Ministerio de Comunicaciones              | José Saúl Guerrero                   | 1958                                 |                                      |
| Ministerio de Comunicaciones              | Luis Llovera                         | 1958                                 |                                      |
| Ministerio de Agricultura y Cría          | Alberto Arvelo                       | 1952–1953                            |                                      |
| Ministerio de Agricultura y Cría          | Armando Tamayo                       | 1953–1958                            |                                      |
| Ministerio de Agricultura y Cría          | Luis Sánchez                         | 1958                                 |                                      |
| Ministerio de Sanidad y Asistencia Social | Pedro Gutiérrez                      | 1952–1958                            |                                      |
| Ministerio de Justicia                    | Luis Felipe Urbaneja                 | 1952–1958                            |                                      |
| Ministerio de Justicia                    | Héctor Parra                         | 1958                                 |                                      |
| Ministerio de Minas e Hidrocarburos       | Edmundo Luongo                       | 1952–1958                            |                                      |
| Secretaría del Despacho de la Presidencia | Raúl Soulés                          | 1952–1958                            |                                      |
| Dirección de Seguridad Nacional           | Pedro Estrada                        | 1952-1958                            |                                      |
| Dirección de Seguridad Nacional           | Luis Teófilo Velasco                 | 1958                                 |                                      |
| Dirección de Seguridad Nacional           | Régulo Fermín Bermúdez               | 1958                                 |                                      |

## Política nacional

### Política legislativa

#### Constitución de 1953
En abril se sancionó la Constitución de Venezuela de 1953 para legalizar el gobierno militar. Entre otras cosas, se cambió el nombre del país de Estados Unidos de Venezuela a República de Venezuela.

### Política de defensa
En 1953 durante la dictadura de Marcos Pérez Jiménez de nuevo se modificó la constitución en la cual se mantuvo el servicio militar obligatoria y se eliminó la prohibición del reclutamiento forzado.

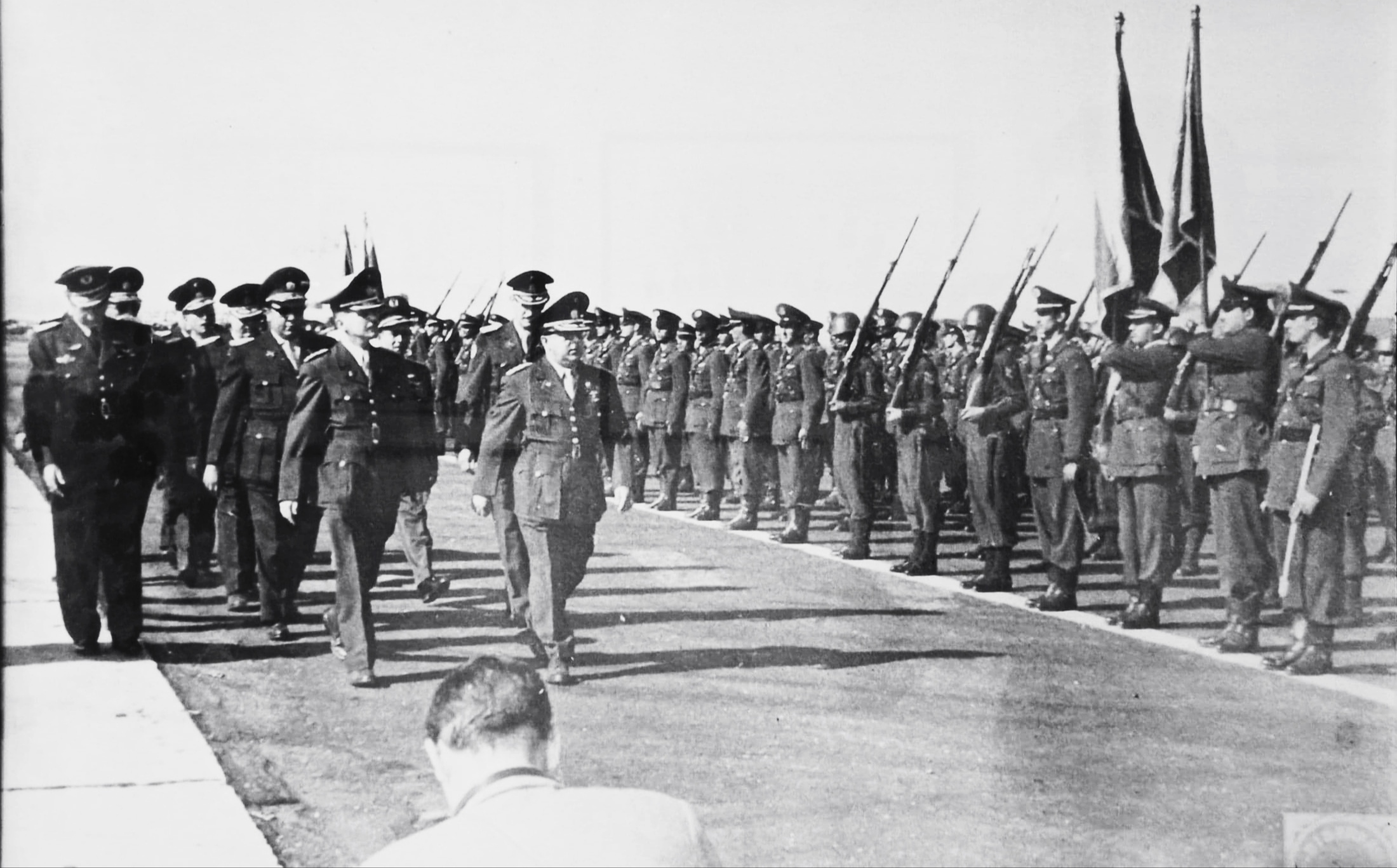
Marcos Pérez Jiménez pasando revista en la inauguración de la Base Aérea El Libertador.

### Política económica
En esta época, Venezuela alcanzó altos niveles de desarrollo económico, urbanístico, industrial y social. El bolívar mantuvo la paridad más baja frente al dólar estadounidense en la historia del país, a Bs. 3,35 por dólar, precio que se mantuvo durante todo su mandato.
De igual manera, la inflación no superó el 1 % anual y en algunos años se registró deflación. La producción petrolera pasó de 1 800 000 (un millón ochocientos mil) barriles de petróleo diarios en 1952 a 2 770 000 (dos millones setecientos setenta mil) en 1957. El crecimiento económico del país de 1952 a 1958 fue el más alto del hemisferio occidental. Durante estos años iniciales la política científica en Venezuela le dio mayor peso a las ciencias básicas que a las ciencias aplicadas y el desarrollo tecnológico.

### Política en derechos humanos

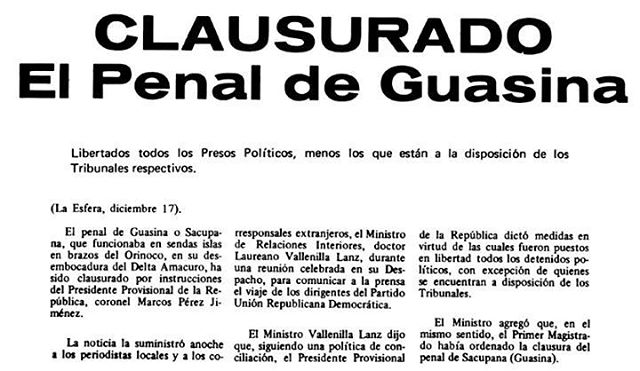
Clausura del Centro Penitenciario de la Isla Guasina.

Una de sus primeras acciones fue clausurar el campo de concentración de la Isla Guasina el 17 de diciembre de 1952.
El nuevo líder de Acción Democrática asignado luego de la muerte de Leonardo Ruiz Pineda, Alberto Carnevali, fue detenido en enero de 1953 y muere poco después tras las rejas debido a un cáncer. Fue sucedido por Antonio Pinto Salinas que fue asesinado por la Dirección de Seguridad Nacional. Mismo destino correria el guerrillero Wilfrido Omaña al ser acusado por su compañero Luis Tirado Alcalá y emboscado por la Seguridad Nacional.
Ese mismo año, el militar León Droz Blanco (exiliado en Colombia) fue asesinado presuntamente por Braulio Barreto, miembro de la Seguridad nacional.
En abril de 1957, el cantante mexicano Genaro Salinas murió en extrañas circunstancias en Caracas, presuntamente asesinado por la Dirección de Seguridad Nacional. Rafael Caldera, líder de Copei fue encarcelado en agosto del mismo año debido a ser la principal figura de oposición que pudo haberse enfrentado a Pérez Jiménez en unas eventuales elecciones.

### Política en medios de comunicación

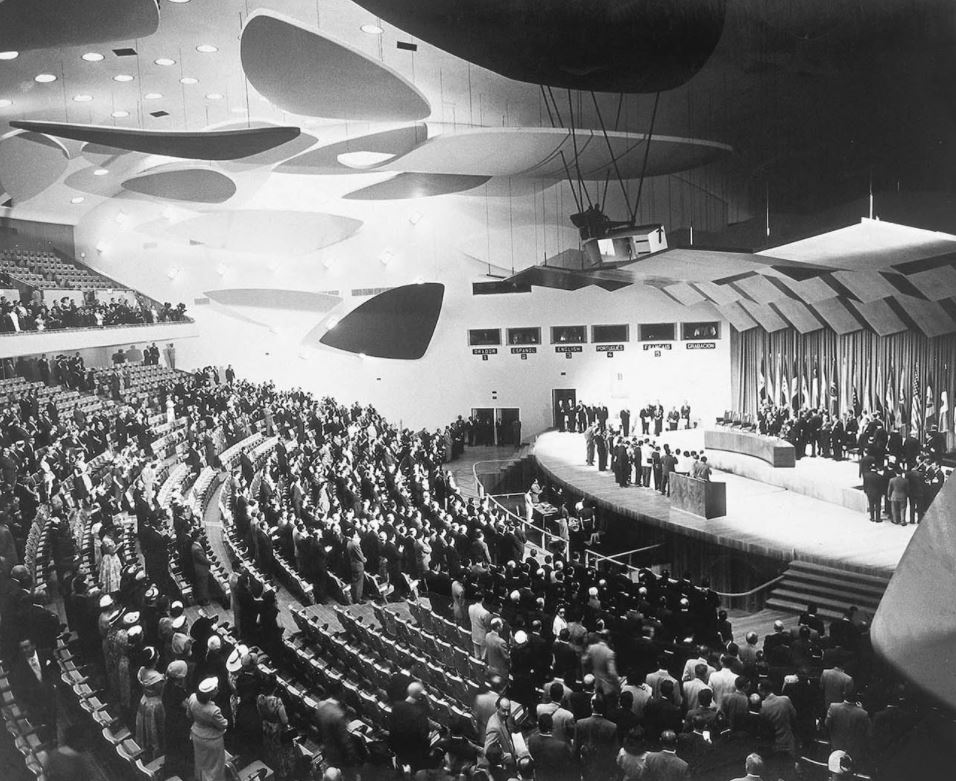
Instalación de la Décima Conferencia Panamericana en el Aula Magna de la Universidad Central de Venezuela.

En enero de 1953 el gobierno creó el primer canal de televisión del país llamado Televisora Nacional. Esto sería seguido por otras iniciativas pero de carácter privado como Televisa en mayo y Radio Caracas Televisión (RCTV) en noviembre ese mismo año.

### Política de infraestructura

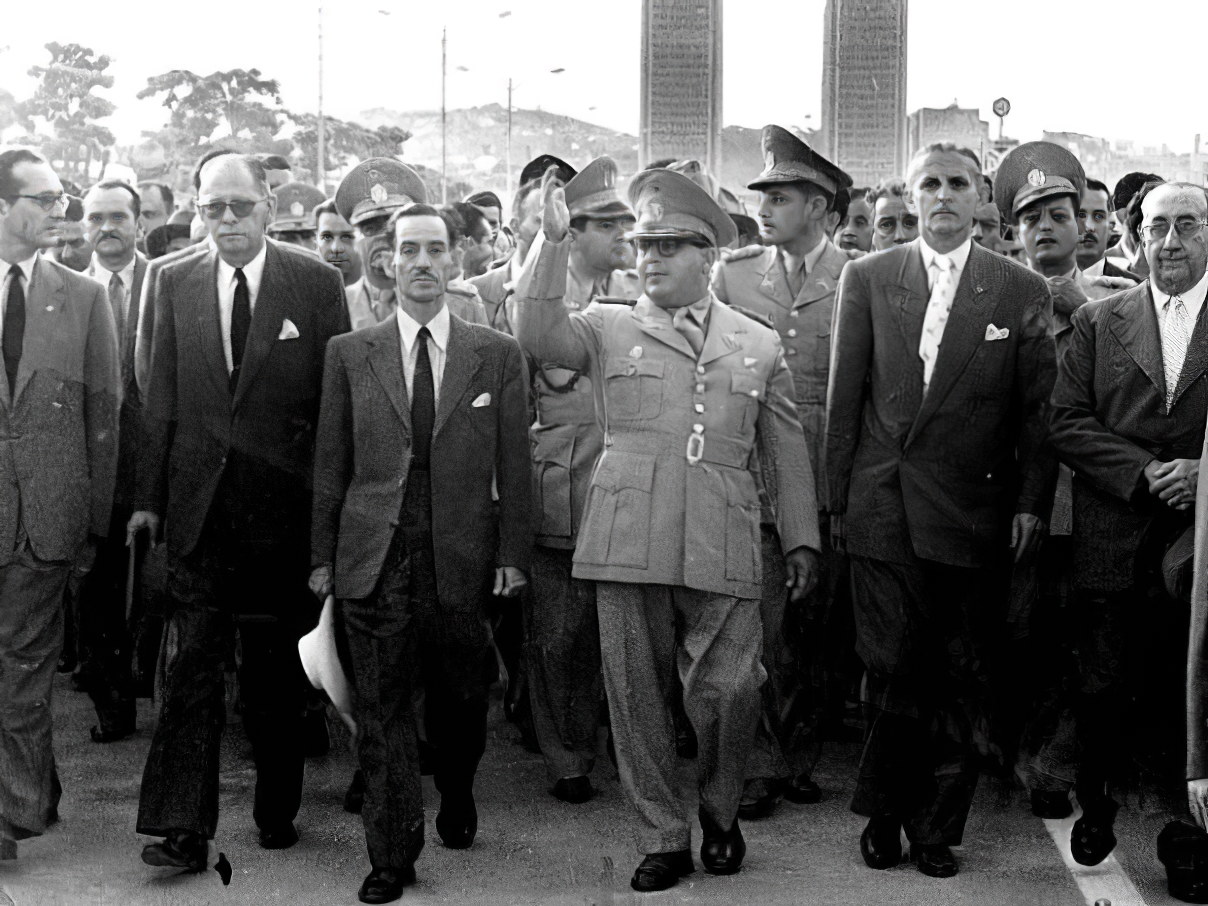
Inauguración del Centro Simón Bolívar en 1954.

En diciembre de 1953 se inauguró la Autopista Caracas-La Guaira y en 1954 el Centro Simón Bolívar. En 1955 inaugura la Base Aérea El Libertador y el Teleférico de Mérida (el más alto y largo del mundo). En 1956, el Hotel Humboldt (construido en 199 días), El teleférico de Caracas, las Torres del Centro Simón Bolívar (las más alta de país hasta ese momento), la parroquia 2 de diciembre y el Reactor nuclear RV-1 (primero de América del Sur). Entre muchas decenas de obras a nivel nacional que caracterizaron a su gobierno. Durante la presidencia de Marcos Pérez Jiménez, entre 1952 y 1958; según la UCV, Venezuela se convirtió en el país latinoamericano con mayores logros arquitectónicos tanto en calidad como en cantidad.
Entre las obras realizadas entre 1953 y 1958 se destacan:
| Obra | Año de construcción | Materiales             | Valor de la obra          | Horas hombre | Personas involucradas | Impacto                                             | Tipo de obra | Sector          | Notas |
| --- | ------------------- | ---------------------- | ------------------------- | ------------ | --------------------- | --------------------------------------------------- | ------------ | --------------- | --- |
| Autopista Caracas - La Guaira | 1950-1953           | Hormigón armado, acero | 180 millones de bolívares | 3,000,000    | 10,000                | Alta, facilita transporte entre Caracas y La Guaira | Vial         | Transporte      | Considerada la carretera más costosa del mundo en su época, importante obra de ingeniería en América Latina. El Viaducto N.º 1 colapsó en 2006. |
| Autopista Regional del Centro | 1950s-1970s         | Asfalto, hormigón      | 500 millones de bolívares | 4,500,000    | 12,000                | Alta, conecta importantes ciudades                  | Vial         | Transporte      | Conecta Caracas con Valencia, una de las principales arterias viales del país.                                                                  |
| Avenida Urdaneta | 1953                | Asfalto                | 100 millones de bolívares | 800,000      | 3,000                 | Alta, conecta zonas importantes                     | Vial         | Transporte      | Inaugurada durante el gobierno de Marcos Pérez Jiménez.                                                                                         |
| Avenida Francisco de Miranda | 1950s               | Asfalto                | 120 millones de bolívares | 900,000      | 4,000                 | Alta, principal arteria del este                    | Vial         | Transporte      | Principal arteria del este de Caracas. |
| Avenida Libertador | 1950s               | Asfalto                | 130 millones de bolívares | 1,000,000    | 4,500                 | Alta, conexión este-oeste                           | Vial         | Transporte      | Conecta el oeste y el este de Caracas. |
| Autopista Francisco Fajardo | 1950s               | Asfalto, hormigón      | 400 millones de bolívares | 3,500,000    | 10,000                | Alta, conecta varias zonas                          | Vial         | Transporte      | La principal autopista que atraviesa Caracas.                                                                                                   |
| Embalse y Represa sobre el río Guárico | 1956                | Hormigón               | 300 millones de bolívares | 2,500,000    | 7,000                 | Alta, suministro de agua                            | Hidráulica   | Agua            | Importante para el riego y abastecimiento de agua.                                                                                              |
| Teleférico de Mérida | 1958                | Acero, hormigón        | 100 millones de bolívares | 1,000,000    | 3,500                 | Alta, turismo y transporte                          | Transporte   | Turismo         | El teleférico más alto y largo del mundo. |
| Teleférico de Caracas | 1950s               | Acero, hormigón        | 80 millones de bolívares  | 900,000      | 3,000                 | Alta, turismo y transporte                          | Transporte   | Turismo         | Conecta Caracas con el Ávila. |
| Hotel Humboldt | 1956                | Hormigón, vidrio       | 70 millones de bolívares  | 600,000      | 2,500                 | Alta, turismo                                       | Edificación  | Turismo         | Icono de la arquitectura moderna, construido en 7 meses.                                                                                        |
| Centro Simón Bolívar | 1954                | Hormigón, acero        | 150 millones de bolívares | 1,200,000    | 5,000                 | Alta, comercial y administrativa                    | Edificación  | Gobierno        | Los edificios más altos de Venezuela en su tiempo.                                                                                              |
| Círculo Militar de Caracas | 1955                | Hormigón               | 80 millones de bolívares  | 700,000      | 2,500                 | Alta, social y recreativo                           | Recreativo   | Entretenimiento | Centro social y deportivo militar. |
| Paseo Los Próceres | 1956                | Mármol, hormigón       | 50 millones de bolívares  | 400,000      | 1,500                 | Alta, cultural                                      | Monumental   | Cultura         | Monumento conmemorativo en Caracas. |
| Ciudad Vacacional Los Caracas | 1950s               | Hormigón               | 60 millones de bolívares  | 500,000      | 2,000                 | Alta, turismo                                       | Recreativo   | Turismo         | Complejo turístico en el litoral central. |
| Reactor nuclear RV-1 | 1958                | Hormigón, acero        | 200 millones de bolívares | 1,800,000    | 6,000                 | Alta, investigación nuclear                         | Científica   | Energía         | Primer reactor nuclear en América del Sur. |
| Puente sobre el Río Chama | 1950s               | Hormigón               | 40 millones de bolívares  | 300,000      | 1,200                 | Alta, conexión vial                                 | Vial         | Transporte      | Actualmente abandonado y derruido. |
| Urbanización 2 de diciembre | 1958                | Hormigón               | 100 millones de bolívares | 800,000      | 3,000                 | Alta, residencial                                   | Urbanística  | Vivienda        | Urbanización construida en el gobierno de Pérez Jiménez.                                                                                        |
| Hotel Tamanaco | 1953                | Hormigón, acero        | 90 millones de bolívares  | 700,000      | 2,800                 | Alta, turismo                                       | Edificación  | Turismo         | Hotel de lujo en Caracas. |
| Hotel de Golf Maracay | 1950s               | Hormigón, acero        | 80 millones de bolívares  | 600,000      | 2,500                 | Alta, turismo                                       | Edificación  | Turismo         | Conocido como Hotel Maracay. |
| Ciudad Universitaria de Caracas | 1943-1954           | Hormigón, acero        | 500 millones de bolívares | 4,500,000    | 15,000                | Alta, educativa                                     | Educativa    | Educación       | Ejemplo del movimiento moderno arquitectónico inspirado en la Bauhaus.                                                                          |
| Centro comercial Helicoide | 1950s               | Hormigón               | 200 millones de bolívares | 1,800,000    | 6,000                 | Alta, comercial                                     | Comercial    | Comercio        | Obra no culminada, usada posteriormente como centro penitenciario.                                                                              |
| Hospital Universitario de Caracas | 1954                | Hormigón               | 150 millones de bolívares | 1,200,000    | 5,000                 | Alta, salud                                         | Salud        | Salud           | Importante centro de salud y formación médica.                                                                                                  |
| Jardín botánico de la Universidad Central de Venezuela | 1958                | Hormigón, vegetación   | 50 millones de bolívares  | 400,000      | 1,500                 | Alta, investigación y recreación                    | Científica   | Investigación   | Parte del campus de la Ciudad Universitaria de Caracas.                                                                                         |
| Biblioteca Henri Pittier | 1950s               | Hormigón               | 20 millones de bolívares  | 200,000      | 1,000                 | Alta, educativa                                     | Educativa    | Educación       | Biblioteca en la Ciudad Universitaria de Caracas.                                                                                               |
| Estadio Universitario de Caracas | 1952                | Hormigón               | 20 millones de bolívares  | 1,000,000    | 4,000                 | Alta, deportiva                                     | Recreativo   | Deporte         | Principal estadio de béisbol en Caracas, utilizado por Leones del Caracas y Tiburones de La Guaira.                                             |
| Torre del Reloj de la UCV | 1953                | Hormigón               | 5 millones de bolívares   | 200,000      | 1,000                 | Alta, cultural                                      | Monumental   | Cultura         | Icono arquitectónico y símbolo de la UCV. |
| Biblioteca Central de la UCV | 1954                | Hormigón               | 10 millones de bolívares  | 500,000      | 2,000                 | Alta, educativa                                     | Educativa    | Educación       | Principal biblioteca del campus universitario.                                                                                                  |
| Aula Magna | 1953                | Hormigón, acero        | 60 millones de bolívares  | 600,000      | 2,500                 | Alta, cultural                                      | Monumental   | Cultura         | Sala de conciertos con las Nubes Flotantes de Alexander Calder.                                                                                 |
| Fuente: The Stadium Guide, Estadios FC, Football Tripper, Trek Zone, Diario Avance, Sygic Travel, Caracas Chronicles, World of Stadiums, Insite, Venezuela Streets, IVIC. |                     |                        |                           |              |                       |                                                     |              |                 | |

### Plebiscito de 1957

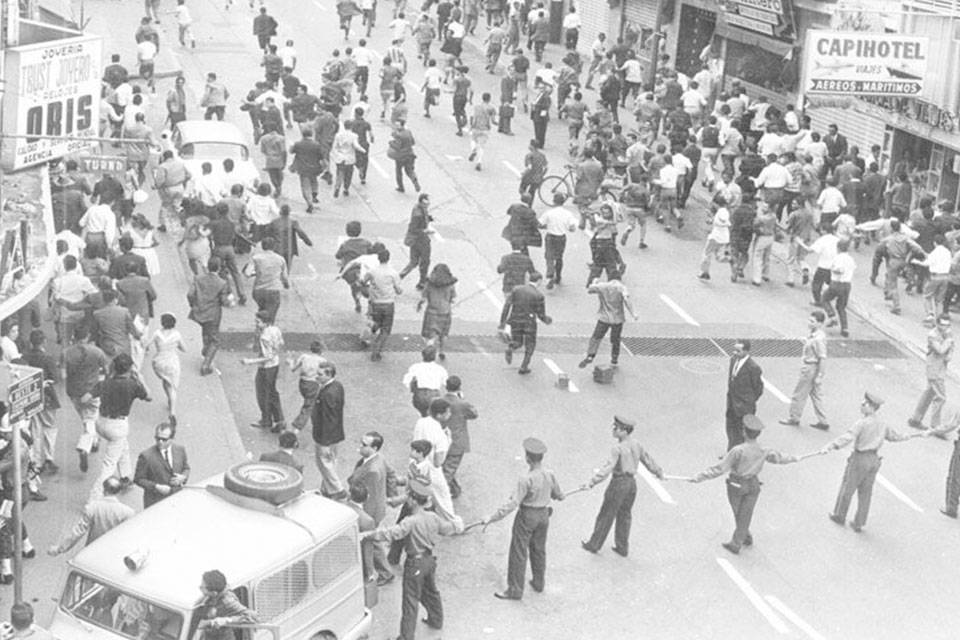
Protestas contra Marcos Pérez Jiménez el 21 de noviembre de 1957.

En 1957 saltándose los establecido en la Constitución de Venezuela de 1953, el gobierno en vez de convocar elecciones presidenciales, decide realizar un plebiscito nacional para consultar al país si querían que Pérez Jiménez gobernara por un nuevo periodo de 1958 a 1963, el Sí ganó con más de un 86 % de los votos, en lo que fue considerado un fraude electoral. Este plebiscito aceleró el descontento contra la dictadura, la oposición se congregó en la Junta Patriótica liderada por Fabricio Ojeda conspirando contra el gobierno. Ésta convocó a huelgas y manifestaciones contra el régimen.

## Política exterior

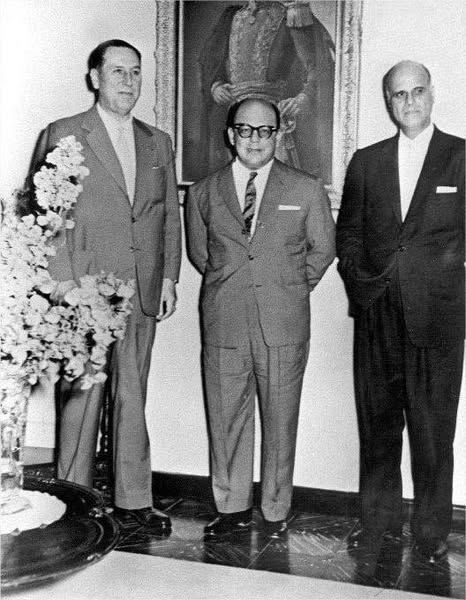
El expresidente argentino Juan Domingo Perón y Marcos Pérez Jiménez en 1956. Perón estuvo exiliado en Venezuela.

El gobierno de Pérez Jiménez participó en la Invasión de Costa Rica de 1955 junto al dictador nicaragüense Anastasio Somoza en un intento de derrocar al presidente José Figueres Ferrer.

## Ideología

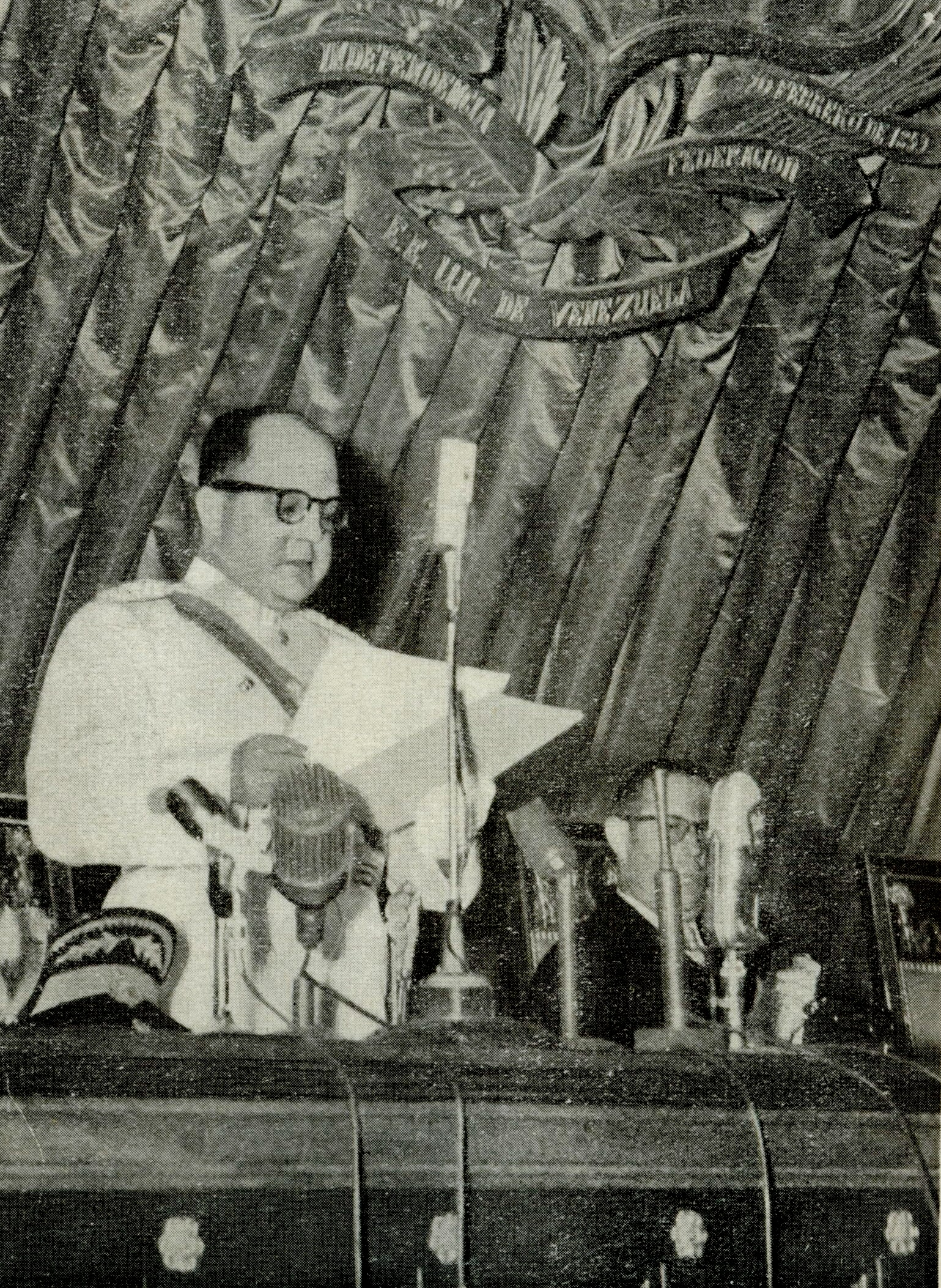
Marcos Pérez Jiménez en su discurso inaugural en 1952.

El Nuevo Ideal Nacional fue la consigna principal del perezjimenismo. Se puede catalogar como un movimiento de derecha política basado en una mezcla de nacionalismo, conservadurismo, keynesianismo y militarismo. Este fue ideado por Laureano Vallenilla-Lanz Planchart, ministro de interior y considerado el "sostén intelectual de la dictadura".
En 1954, en el marco de la Guerra Fría, se llevó a cabo en Caracas la Décima Conferencia Panamericana en la cual se emite la "Declaración de Caracas", donde se declara como enemigo al movimiento comunista internacional y se le considera como una amenaza a la soberanía y un peligro para la paz. El evento tuvo un gran significado político para Pérez Jiménez ya que le permitió mostrar al mundo los resultados del Nuevo Ideal Nacional.

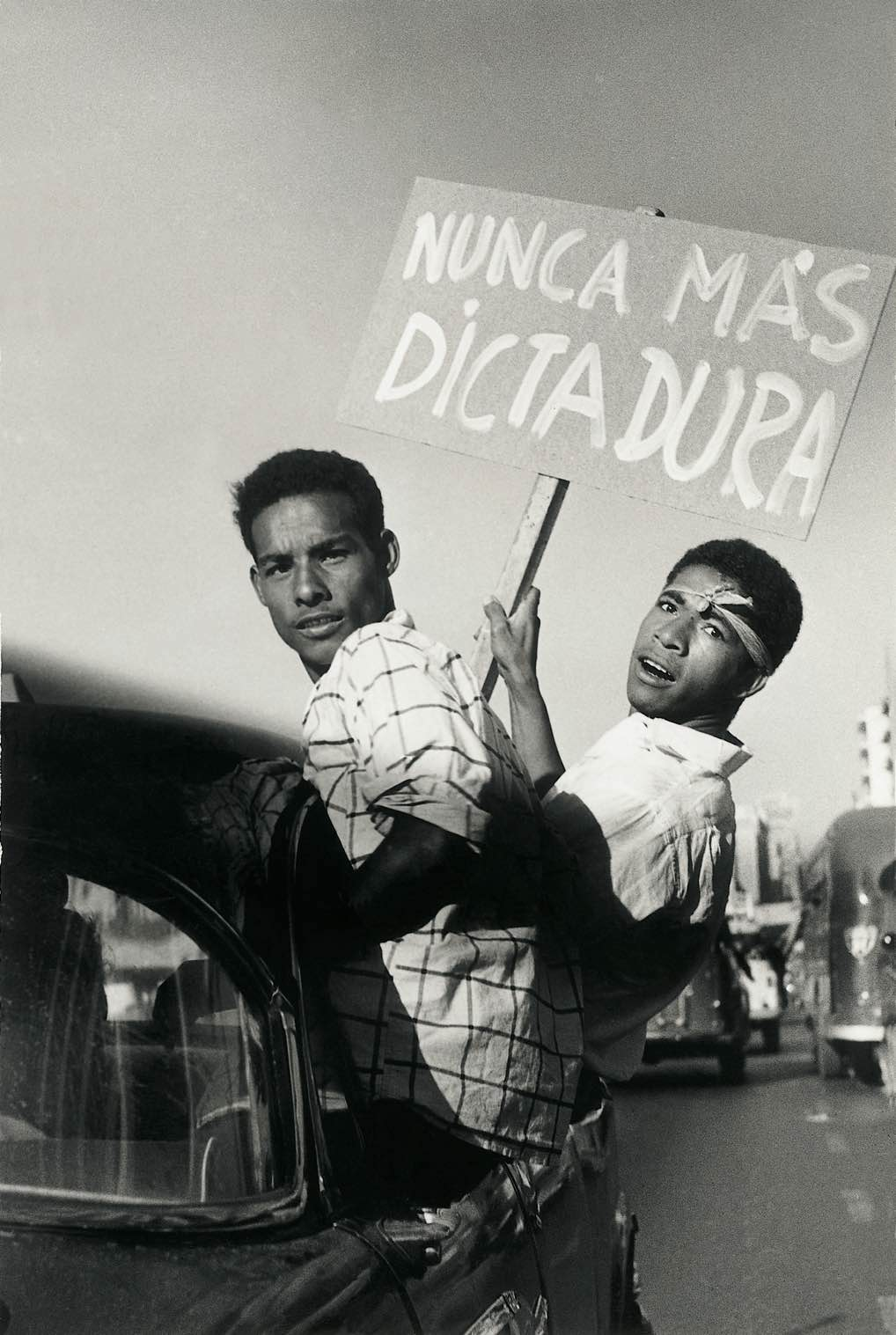
Afiche contra la dictadura militar, c. 1958.

## Oposición

### Alzamiento de Hugo Trejo
El 1 de enero de 1958, el comandante Hugo Trejo lidero una insurrección militar contra la dictadura, miembros de la fuerza aérea ametrallaron el Palacio de Miraflores y el edificio sede de la Dirección de Seguridad Nacional. El gobierno logró suprimir la insurrección y la mayoría de los insurrectos incluyendo a Hugo Trejo fueron detenidos.

## Repercusión histórica

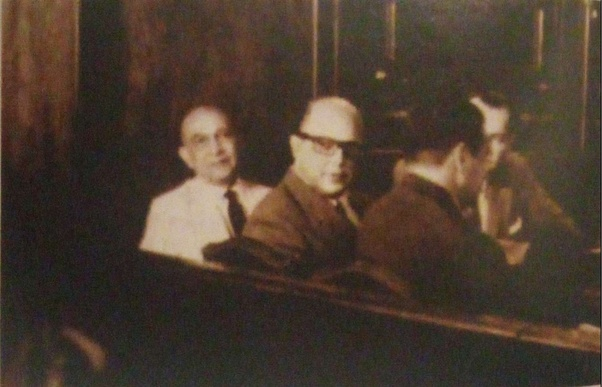
Juicio a Marcos Pérez Jiménez.

El juicio a Marcos Pérez Jiménez sucedió en Venezuela en 1963. Después de que la orden de extradición del gobierno de Venezuela detuviera al dictador Pérez Jiménez en Estados Unidos, fue detenido allí, y luego extraditado y juzgado en Venezuela por peculado y malversación de fondos, siendo condenado a más de cuatro años de cárcel.